# Karl Kahr (Mediziner)

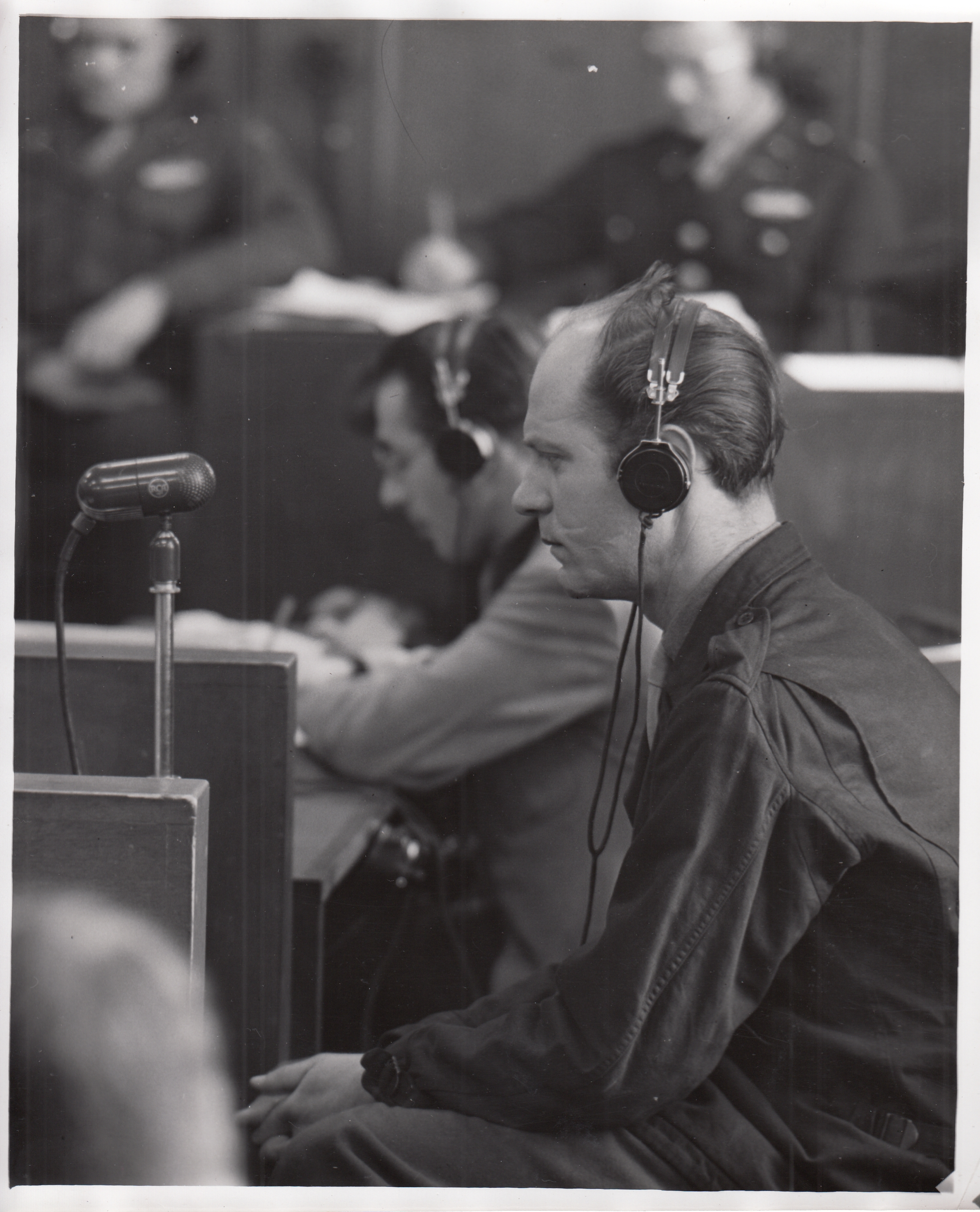
Karl Kahr als Zeuge im Dachauer Dora-Prozess

Karl August Kahr (* 11. September 1914  in Fürstenfeld; † 13. Mai 2007 in Fehring) war ein österreichischer SS-Hauptsturmführer und KZ-Arzt.

## Biografie
Kahr absolvierte ein Studium der Medizin an der Universität Graz, wo er im Wintersemester 1934/35 Mitglied der Grazer akademischen Burschenschaft Marcho-Teutonia wurde. Er war anschließend an einem Grazer Krankenhaus als Assistenzarzt tätig. Er promovierte im Jahr 1940 zum Dr. med. Ab Sommer 1940 gehörte Kahr der Waffen-SS an (SS-Nummer 382.463), wo er 1945 bis zum Hauptsturmführer aufstieg. Zum 1. April 1940 trat er der NSDAP bei (Mitgliedsnummer 7.925.026). Kahr war nach eigenen Aussagen anschließend als Truppenarzt und Lehrer an einer Ausbildungsstätte für Sanitäter in Prag tätig und danach als Truppenarzt in Brünn, Breslau und Graz.
Ab November 1942 war Kahr Lagerarzt im KZ Dachau, wo er die TBC-Station leitete. Im Januar 1944 wurde Kahr in das KZ Buchenwald versetzt und von dort umgehend in das Arbeitslager Dora. Anschließend war er ab Mai 1944 als Nachfolger von Heinrich Plaza Standortarzt im KZ Mittelbau-Dora und zusätzlich auch für die Außenlager Harzungen und Ellrich zuständig. Kahr hatte unter den Häftlingen einen relativ guten Ruf, ebenso wie sein Stellvertreter Alfred Kurzke. Anfang Januar 1945 wurde er in das KZ Groß-Rosen versetzt.
Nach Kriegsende befand sich Kahr in alliierter Internierung. Kahr sagte als Belastungszeuge am 10. April 1947 im Prozess Wirtschafts- und Verwaltungshauptamt der SS und einige Monate später im Dachauer Dora-Prozess aus.

„Der Zweck des Lagers Dora war an erster Stelle die Arbeit in der Rüstungsindustrie; wenn ich mir aber überlege, wie die Häftlinge behandelt wurden und wie man sie sterben ließ, dann muss ich feststellen, dass man systematisch versuchte, die Häftlinge zu vernichten.“

Später war Kahr als Arzt in Graz tätig und lebte danach wieder in seiner Heimatstadt.